# Pravý výlet pana Broučka do Měsíce
Pravý výlet pana Broučka do Měsíce je satirická povídka českého spisovatele Svatopluka Čecha, která společně s Novým epochálním výletem pana Broučka, tentokráte do XV. století spadá do tzv. broučkiád.
Autor nejdříve vydával příběhy pana Broučka na pokračování v časopise Květy v roce 1886, tehdy pod názvem Výlet páně Broučkův do Měsíce. Cestopisné črty od B. Rouska. O rok později bylo dílo vydáno v knižní podobě, přičemž jeho děj byl významně přepracován a rozšířen. Autor rozšířil svůj úspěch v roce 1889 vydáním pokračování s názvem Nový epochální výlet pana Broučka, tentokráte do XV. století. Matěj Brouček, měšťák z Prahy, se také objevil v prvním dílu cyklu Pestrých cest po Čechách a ve druhé části cyklu s názvem Matěj Brouček na výstavě.

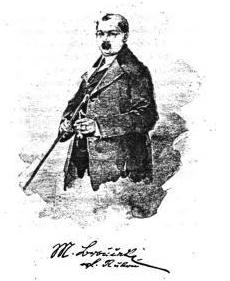
Matěj Brouček

## Děj

### Předmluva
Předmluva vypráví o překvapivé návštěvě pana Broučka, pražského měšťana a majitele třípatrového domu, u redaktora, který se na konec předmluvy podepsal iniciály S. Č. (Svatopluk Čech). Pan Brouček, vybavený důraznými argumenty, tvrdí, že se mu nelíbí, jak je zobrazen v textu, který se mu dostal do ruky. Oním textem je Výlet páně Broučkův do Měsíce od B. Rouska, kterou redaktor vydal před rokem na pokračování v časopisu Květy. Redaktor si vzpomíná na nevydařený pokus Rouska a znechuceně přijímá, že Rousek využil postavu Broučka pro své psaní. Matěj Brouček nečekaně přesvědčí redaktora nezvratnými důkazy, že na měsíci opravdu byl, což překvapí samotného redaktora. Diskuze nakonec přechází na odhodlání redaktora a pana Broučka sdílet pravdivé zprávy o jeho měsíční cestě, což vedlo k jejich společné práci na knize.

### Obsah kapitol knihy
Pan Matěj Brouček je stálým návštěvníkem hospody Na Vikárce. Jednoho dne pan Brouček opustil hospodu a pomalu se vracel domů. Při cestě vzpomínal na diskusi, kterou vedl s hospodským – panem Würflem, zdali je měsíc obydlený.
Matěj Brouček pokračoval ve své noční procházce Prahou a pozoroval její krásy. Když se pan Brouček díval na úplněk, začal fantazírovat o životě na měsíci a pocítil podivné pocity, jako by byl přitahován k měsíci. Měl pocit, jako by byl tažen vzhůru, a najednou dopadl na pevnou půdu. Ke svému překvapení zjistil, že se nachází na měsíci.
Překvapený a zmatený se snažil pochopit, co se stalo. Když zjistil, že má své věci u sebe, vydal na průzkum okolí. Nejvíce ho trápily myšlenky, jestli najde na měsíci nějakou potravu. Při průzkumu potkal podivnou bytost, která se mu zdála zcela odlišná od všeho, co znal z pozemského světa. Jezdec na okřídleném koni se představil jako Hvězdomír Blankytný.
Pan Brouček se pokoušel komunikovat s měsíčanem a vysvětloval mu, jak se sem dostal. Měsíčan byl ze začátku překvapený, ale později se zamyslel nad tím, že pan Brouček je zemským člověkem. Pan Brouček byl překvapen, že měsíčan mluví česky, a uvědomil si, že měsíc je obydlený. Tato myšlenka ho nadchla a přinesla mu útěchu, protože si uvědomil, že český národ tak získává nového bratra na měsíci.
Měsíčan odvedl pana Broučka do domu filozofa Lunobora, který měl dceru Ethereu. Lunobor přivítal své hosty a představil je svému okolí, včetně své dcery. Hosté byli pozváni ke stolu na občerstvení. Měsíčané se ovšem živili vůní a rosou, z čehož byl náš hlavní hrdina mrzutý. Lunobor začal předčítat svou estetickou teorii, ale pan Brouček se spíše nudil a rozptyloval se myšlenkami o pozemském jídle a dalších radovánkách. Poté se začal obávat, že již minul čas, kdy měl vybrat od svých podnájemníků činže, což by mohlo mít pro něj vážné důsledky. Byl zděšený, když zjistil, že jeden měsíční den trvá 29 a polovinu pozemského dne, přičemž jediný pokrm za celý den je oběd, což vyústilo v hysterickou reakci.
Následně vzal Hvězdomír pana Broučka na návštěvu Chrámu Všeuměny, kde se setkali s měsíčními básníky Oblačným a Hvězdným. Mecenáš, Čaroskvoucí, byl nadšeným podporovatelem umění a hostil Blankytného a pana Broučka. Během setkání se pan Brouček dostal do trapné situace, kdy nevhodně reagoval na měsíční zvyklosti a jazyková pravidla.
Mecenáš vedl pana Broučka a Blankytného do oblasti malířství. Pana Broučka malířství nezajímalo, měl pořád velký hlad. Vzpomněl si, že má v kapse párek, který si odnesl z Vikárky. Když Blankytný viděl pana Broučka jíst párek, upadl do mdlob. Pan Brouček se pokusil uniknout z Chrámu Všeuměny. Vstoupil do měsíční koncertní síně. Jakmile se dostal dovnitř, zavřel za sebou dveře a rychle si našel místo. Poté se setkal s biletářem a chtěl zaplatit vstupné. Zjistil, že na měsíci není nutné platit za koncertní představení, ba naopak, návštěvníci obdrží peníze. Následně z koncertní síně prchl a narazil na Ethereu, která mu vyznala lásku, jež pan Brouček neopětoval.

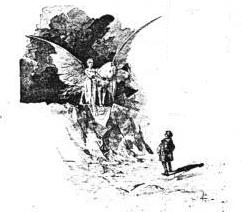
Matěj Brouček a měsíčan

Pan Brouček se snažil utéct před Ethereou. Když se dostal ven, spatřil pegase přivázaného u sloupu, kterého rychle osedlal a vzlétl do vzduchu. Byl šťastný, že se mu podařilo uniknout před Ethereou. Seděl na zádech pegase a spoléhal na to, že ho odnese zpět na Zem. Byla to velmi děsivá jízda, během které pegas začal ztrácet výšku, když meteor zasáhl jeho křídlo. Pan Brouček ztratil vědomí, když pegas havaroval.
Matěj Brouček se probudil ve své posteli. Hospodyně mu sdělila, že ho našli v bezvědomí na schodech a odnesli domů. Pan Brouček uvažoval nad tím, jak by se měsíční expedice mohla stát výhodnou pro rakouskou vládu a jak by mohla řešit národnostní otázky v Čechách. Navrhoval, aby se měsíc stal trestní kolonií pro nejhorší zločince a vojenskou základnou pro rakouskou expanzi.

## Interpretace
Jedním z klíčových témat je kritika maloměšťáctví a jeho pasivního přístupu k národní identitě. Skrze postavu Matěje Broučka autor reflektuje na nedostatek snahy o prosazení české svébytnosti. Brouček je sice hrdý na svou českou identitu, ale nedělá nic pro ochranu a posílení národní identity, což autor vidí jako nedostatek a pokrytectví. Důraz na jeho charakteristiku a jeho postavení v pražských Hradčanech zvýrazňuje tuto tematiku.
Jazyková inovace a kritika estetiky jsou dalšími klíčovými prvky díla. Autor používá jazykovou inovaci, například vytvářením měsíčního jazyka, aby vyjádřil kritiku konvenční estetiky umění své doby. Tento prvek odráží význam slov a jejich netradiční užití, což přispívá k hlubší reflexi nad uměním a jeho hodnotou.
Celkově lze konstatovat, že dílo Pravý výlet pana Broučka do Měsíce není pouze humorným vyprávěním, ale také nese hlubší kritické a reflexivní prvky týkající se identity, politiky a společnosti.

## Adaptace
Postava Matěje Broučka se objevila na jevišti Národního divadla ve hře Františka Ferdinanda Šamberka Výlet pana Broučka z Měsíce na výstavu, která měla premiéru 18. června 1894 a hrála se celkem sedmačtyřicetkrát. V roce 1910 pak měla premiéru opereta Výlet pana Broučka na Měsíc od Karla Moora.
Na náměty povídek Pravý výlet pana Broučka do Měsíce a Nový epochální výlet pana Broučka, tentokráte do XV. století vznikla opera Leoše Janáčka pod názvem Výlety páně Broučkovy. Premiéra proběhla 23. dubna 1920 v Národním divadle.